# Kevin Tighe
Pour les articles homonymes, voir Tighe.
Kevin Tighe, de son vrai nom John Kevin Fishburn, est un acteur américain né le 13 août 1944 à Los Angeles.

## Filmographie

### Cinéma
- 1987 : Matewan de John Sayles : Hickey
- 1988 : Les Coulisses de l'exploit (Eight Men Out) de John Sayles : Sport Sullivan
- 1989 : Chien de flic (K-9) de Rod Daniel : Lyman
- 1989 : Le Carrefour des Innocents (Lost Angels en anglais) de Hugh Hudson : Dr Gaeyl
- 1989 : Road House de Rowdy Herrington : Franck Tilghman
- 1990 : 48 Heures de plus (Another 48 Hrs.) de Walter Hill : Blake Wilson
- 1991 : Bright Angel de Michael Fields : l'homme
- 1992 : Newsies de Kenny Ortega : Snyder
- 1992 : City of Hope de John Sayles : O'Brien
- 1993 : La Différence (School Ties) de Robert Mandel : McDevitt
- 1993 : I Love a Man in Uniform (en) de David Wellington (en) : Frank
- 1994 : Geronimo (Geronimo: An American Legend) de Walter Hill : Général Nelson Miles
- 1994 : Gilbert Grape (What's Eating Gilbert Grape) de Lasse Hallström : Ken Carver
- 1994 : L'Homme de guerre (Men of War) de Perry Lang : Merrick
- 1995 : Jade de William Friedkin : le procureur Arnold Clifford
- 1996 : Scorpion Spring de Brian Cox : le shérif Rawley Gill
- 1996 : Race the Sun de Charles T. Kanganis : Jack Fryman
- 1999 : Mumford de Lawrence Kasdan : M. Crisp
- 2005 : Double Riposte (Today You Die) de Don E. FauntLeRoy : Max
- 2009 : Meurtres à la St-Valentin (My Bloody Valentine) de Patrick Lussier : Ben Foley
- 2013 : I am I : Gene

### Télévision

#### Séries télévisées
- 1972-1979 : Emergency! (en) : Roy DeSoto
- 1974 : L'Homme qui valait trois milliards (The Six Million Dollar Man) : Root
- 1975 : Ellery Queen, à plume et à sang (Ellery Queen) : détective Jim Millay
- 1978 : The Hardy Boys/Nancy Drew Mysteries : Steve
- 1979 : The Rebels : Thomas Jefferson
- 1980 : La croisière s'amuse (The Love Boat) : Chris
- 1990 : Arabesque (Murder, She Wrote) : lieutenant Moynihan
- 1990 : Les Contes de la Crypte : Sam Forney
- 1990 : Perry Mason : Steven Elliott
- 1994 : Au cœur de l'enquête (Under Suspicion) : Bob Phillips
- 1995 : Murder One : David Blalock
- 1995 : Chicago Hope : La Vie à tout prix (Chicago Hope) : Harry Kincaid
- 1996 : The Single Guy (en) : Jack Blake
- 1996 : Urgences (ER) : Sergent Pete Mattimore
- 1996 : Coup de sang (In Cold Blood) de Jonathan Kaplan : Herbert Clutter
- 1998 : Au-delà du réel : L'aventure continue (The Outer Limits) : le général
- 1998 : Star Trek : Voyager : Henry Janeway
- 1999 : Freaks and Geeks : M. Andopolis
- 2000 : The Sight de Paul W.S. Anderson : Jake
- 2001 : À la Maison-Blanche (The West Wing) : Gouverneur Jack Buckland
- 2002 : Rose Red de Craig R. Baxley : Victor Kandinsky
- 2002 : Strange World : Jack Cullum
- 2002 : Everwood : Joe Morris
- 2003 : New York, section criminelle (Law and Order: Special Victims Unit) : Dr. Edwin Lindgard (saison 3, épisode 20)
- 2004-2010 : Lost : Les Disparus : Anthony Cooper
- 2007 : Les 4400 (The 4400) : Sénateur Lénoff
- 2007 : New York, unité spéciale : Julian Cooper / Gregory Searle (saison 9, épisode 2)
- 2008 : NUMB3RS : Keith Watts
- 2009 : Leverage : Ian Blackpoole
- 2009 : Lie to Me : Fletcher Bellwood
- 2010 : Trauma : capitaine Cal Channing
- 2012 : Wes et Travis (Common Law) : Fred Bendek
- 2014 : Salem : Giles Corry
- 2014 : Complications : Gary Ellison
- 2016 : New York, unité spéciale : Gregory Searle (saison 17, épisode 19)

#### Téléfilms
- 1995 : The Avenging Angel (en)' : Benjamin Rigby
- 1995 : Escape to Witch Mountain (en) : le shérif Bronson
- 1998 : Winchell (en) : William Randolph Hearst